# Али ибн аль-Мадини
Абу-ль-Хасан Али ибн Абдуллах аль-Мадини, известный как Али ибн аль-Мадини (араб. علي بن المديني‎, 778, Басра, совр. Ирак  — 848, Самарра) — известнейший хадисовед, хафиз, историк, учитель аль-Бухари и многих других выдающихся хадисоведов.

## Биография
Его полное имя: Абуль-Хасан Али ибн Абдуллах ибн Джафар ибн Наджих ибн Бакр ибн Саад ас-Саади аль-Басри аль-Мадини (араб. أبوالحسن علي بنُ عبدِ اللهِ بنِ جعفر بنِ نجيح بنِ بكر بن سعد السعدي بالولاء المديني البصري‎). Родился в 778 в Басре (Ирак), однако его семья была родом из города Медина, из-за чего он получил нисбу «аль-Мадини». Обучался науке о хадисах у своего отца, Хаммада ибн Зейда, Суфьяна ибн Уяйны и многих других. От него передавали хадисы Ахмад ибн Ханбаль, Абу Бакр ас-Сагани, Мухаммад аль-Бухари, Абу Хатим ар-Рази, Абу Дауд, Абуль-Касим аль-Багави и др. По словам Абу Хатима, Ахмад ибн Ханбаль так уважал Ибн аль-Мадини, что никогда не называл его по имени, а обращался по кунье.
Али ибн аль-Мадини умер в 234 году хиджры (848 год) в городе Самарра (Ирак).